# Mohrite
La mohrite è un minerale.